# Чистосердов, Вадим Васильевич
Вадим Васильевич Чистосердов (22 сентября 1905, Казань — 17 октября 1951, Ленинград) — советский военный деятель, контр-адмирал (16.09.1941), член-корреспондент Академии артиллерийских наук (14.04.1947), кандидат военно-морских наук (1948), доцент (1950)

## Биография
Родился 22 сентября 1905 года в Казани. Русский. В ВМС РККА с октября 1921 года: курсант Военно-морское училища имени М. В. Фрунзе. С мая 1925 года — артиллерист морского минера «Карл Маркс», а с марта 1926 года — морского минера «Урицкий». С октября 1926 года — слушатель артиллерийских классов Специальных курсов командного состава. С октября 1927 года — на крейсере «Профинтерн» морских сил Балтийского моря: младший артиллерист, а с мая 1929 года — старший артиллерист. С декабря 1932 года — старший артиллерист линкора «Парижская Коммуна» Черноморского флота. С мая 1936 года — командир артиллерийского сектора линкора «Марат» Балтийского флота. С ноября 1936 года — флагманский артиллерист бригады линейных кораблей Балтийского флота. С февраля 1938 года — флагманский артиллерист штаба Балтийского флота.
С декабря 1940 года — в Артиллерийском управлении Военно-Морского флота: начальник 2-го отдела, с июня 1941 года — начальник 3-го отдела; с февраля 1942 года — начальник научно-исследовательского отдела. В Великую Отечественную войну принял участие в обороне Таллина. С марта по июнь 1942 года находился на Тихоокеанском флоте. С июля 1942 года — заместитель начальника Управления боевой подготовки Военно-морского флота. С августа 1943 года — главный артиллерист Военно-морского флота. С декабря 1943 года — начальник артиллерийского факультета Военно-морской академии кораблестроения и вооружения им. А. Н. Крылова.
Крупный специалист в области артиллерии Военно-морского флота. Участвовал в качестве консультанта завода № 212 в разработке системы управления артиллерийской стрельбой для крейсеров проекта 68.
Скончался 17 октября 1951 года. Похоронен на Серафимовском кладбище в Ленинграде.

Могила Чистосердова на Серафимовском кладбище Санкт-Петербурга.

## Награды
- орден Ленина (05.11.1946)[3][4]
- два ордена Красного Знамени (17.01.1942[5], 03.11.1944[6][4])
- орден Красной Звезды (22.02.1938)[7]
  - медали в том числе:
  - «За оборону Ленинграда» (17.04.1944)[8]
  - «За победу над Германией в Великой Отечественной войне 1941—1945 гг.» (__.07.1945)[9]